# Ochna latisepala
Ochna latisepala là một loài thực vật có hoa trong họ Ochnaceae. Loài này được (Tiegh.) Bamps mô tả khoa học đầu tiên năm 1967.